# Zoquitla
Zoquitla är en ort i Mexiko.   Den ligger i kommunen Zacatlán och delstaten Puebla, i den sydöstra delen av landet, 140 km öster om huvudstaden Mexico City. Zoquitla ligger 2 107 meter över havet och antalet invånare är 496.
Terrängen runt Zoquitla är kuperad åt sydväst, men åt nordost är den bergig. Runt Zoquitla är det ganska tätbefolkat, med 149 invånare per kvadratkilometer. Närmaste större samhälle är Zacatlán, 7,4 km nordväst om Zoquitla. I omgivningarna runt Zoquitla växer i huvudsak blandskog.